# Модный приговор (Украина)
«Мо́дный пригово́р» (укр. Модний вирок) — украинская телепередача о моде и стиле, которая выходила в эфир на телеканале «Интер» с 2 марта 2008 по 3 января 2009 года.
Главные участники телепередачи, не только женщины, но и мужчины, преображаются дважды: первый раз — в соответствии с модными советами и собственными представлениями о своём идеальном образе, второй раз — в соответствии с тем, как видели их профессиональные стилисты. Девиз телепрограммы — «При всей возможности выбора — наши права заканчиваются там, где начинаются права окружающих» (реплика Бориса Моисеева, 2008—2009 гг.).

## Ведущие
- Ведущий заседания модного суда — Борис Моисеев (†) (02.03.2008 — 03.01.2009).
- Специальные выпуски — ? (23.12.2008).
- Обвинитель — Оксана Караванская.
- Защитники —  Мария Ефросинина (02.03.2008 — 03.01.2009).

## Участники
- Истец
- Ответчик (обвиняемый, обвиняется в непонимании)
- Независимый эксперт (звезда шоу-бизнеса)

## Суд
1. Обвинитель подаёт в суд на своего родственника или знакомого за «неумение хорошо одеваться». Суд принимает по внимание позиции истца и ответчика, затем происходит осмотр вещей обвиняемого.
2. Первое дефиле (соответствует трём вариантам одежды, выбранным в магазине). Выбор обсуждается обвинителем, защитником и независимым экспертом.
3. Второе дефиле (соответствует трём комплектам одежды, подобранным стилистами). Наряды обсуждают истец, обвинитель, защитник и группа поддержки ответчика.
4. Голосование. На подиум вывозят две вешалки с обоими вариантами одежды. Ведущий спрашивает у ответчика, какой из комплектов он хотел бы забрать с собой. Зрители в студии голосуют с помощью пультов. По итогам голосования комплект одежды, набравший наибольшее количество голосов, ответчик получает в дар от «Первого канала». В случае, если результат голосования 50 / 50, ответчик самостоятельно выбирает комплект одежды. В большинстве случаев, стилисты выигрывают у ответчика.

## Международные версии
- С 30 июля 2007 года по настоящее время на «Первом канале» выходит оригинальная версия «Модного вирока», имевшая название «Модный приговор». Ведущими заседания модного суда Александр Рогов и Лилия Рах, прокурором (обвинителем) — Эвелина Хромченко, адвокатами (защитниками) — Татьяна Геворкян, Александр Анатольевич и Антон Лаврентьев.